# Carl Marquardt

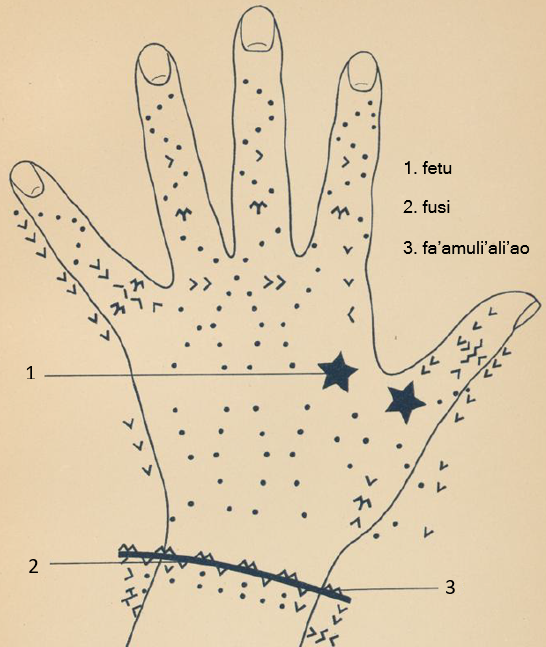
Tätowier-Symbole einer Frauenhand Samoas von Carl Marquardt (1899)

Carl Marquardt (* 1860; † 28. Januar 1916) war ein deutscher Autor, Sammler von Kulturgütern und Völkerschau-Impresario. Eine besondere Bedeutung hatte für ihn Deutsch-Samoa, in der Zeit als es eine Deutsche Kolonie war.
Durch seine zahlreich meist gemeinsam mit seinem Bruder Fritz veranstalteten Samoa-Völkerschauen und seine Sammlung von samoanischen Kulturgütern, die er an Museen verkaufte, prägte er das Bild von Samoa im Deutschen Kaiserreich und darüber hinaus.

## Frühes Leben
Über Carl Marquardts frühes Leben ist wenig bekannt. Carl hatte einen Bruder namens Fritz, mit dem er teilweise zusammenarbeitete und einen weiteren Bruder namens Gustav. Carl war mit einer samoa-französischstämmigen Frau verheiratet.

## Berufliches
Carl Marquardt arbeitete als freier Schriftsteller, teilweise auch als Journalist und Kunst-Sammler von völkerkundlichen Gegenständen, des Weiteren veranstaltete er Völkerschauen. Bekannt wurde er vor allem durch sein Buch Tätowirung beider Geschlechter in Samoa aus dem Jahr 1899, das später auch in englischer Sprache und im Jahr 2011 als Original-Reprint in deutscher Sprache erschien. Er schrieb zwei Artikel zur politischen Lage des kolonialen Samoa.

## Völkerschauen

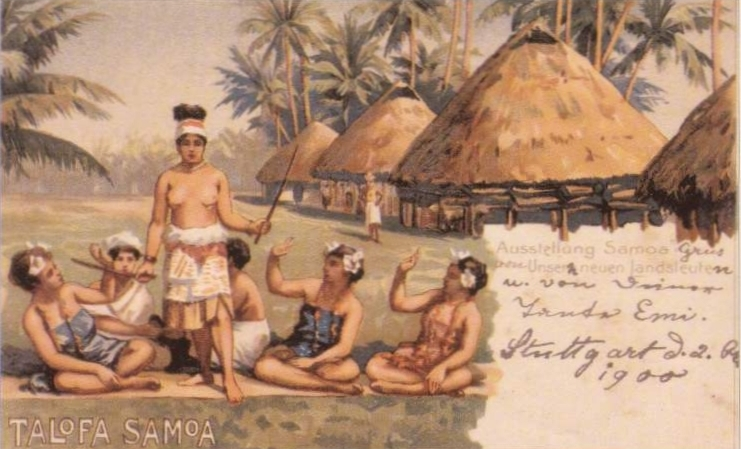
Postkarte der Samoa-Völkerschau im Tiergarten Nill in Stuttgart (1900)

Carl veranstaltete eigenständig oder mit seinem Bruder Fritz zahlreiche Völkerschauen in der Zeit von 1904 bis 1914 mit Zurschaustellung von Menschen aus europäischen Kolonien, vor allem zum Thema „Samoaer“ in den Jahren 1897, 1900, 1901, 1904 und 1911. Sie führten darüber hinaus Völkerschauen durch, die Länder zum Thema hatten, in denen sie nie gewesen waren. Dies waren Schauen zum Vorderen Orient und zu Afrika: „Tunis“ in der Völkerschau Gesamtbevölkerungsbild im Nördlichen Afrika (1905), „Futaneger“ (Sudan) (1906), „Wild-Afrika“ in Reichenberg (1907), „Afrika“ in der Deutschen Armee-, Marine- und Kolonial-Ausstellung in Berlin-Schöneberg (1907), „Beduinendorf“ in der Ausstellung München (1909), „Sudanesendorf“ (1909), „Polynesier“ und „Afrikanisches Dorf“ (1910), „Beduinendorf“ (1912) und „Die Menschenrassen des Niltals“ (1914).

## Sammlungen
Carl Marquardt betrieb ein umfangreiches Geschäft mit Kunstgegenständen aus Samoa, die er an das Weltkulturen Museum in Frankfurt, Museum für Völkerkunde Dresden, Völkerkundemuseum München und Rautenstrauch-Joest-Museum in Köln verkaufte. Dabei zeigte Carl, dass er die völkerkundlichen Kunstgegenstände sorgfältig dokumentierte und sehr gut sowie weitreichend erklärte. Ein besonders wertvolles Objekt von ihm war ein 18 Meter langer Rindenbaststoff, der einem hohen Häuptling Samoas gehörte, der sich heute im Rautenstrauch-Joest-Museum befindet.
Wie bedeutend die Sammlung der Brüder Carl und Fritz Marquardt und der Handel mit Museen waren, lässt sich daran erkennen, dass etwa zwei Drittel der Samoa-Sammlung des Völkerkundemuseums München von ihnen stammen.

## Werk
- Carl Marquardt: Der Roman der Samoanerinnen in Berlin und die Geschäftspraxis des Berliner Passage-Panoptikums. Eine Rechtfertigungsschrift. Selbstverlag, 1897 (uni-frankfurt.de [PDF; 1,8 MB]).
- Ders.: Tätowirung beider Geschlechter in Samoa. Reimer, Berlin 1899.
- Ders.: Der Kampf um und auf Samoa. Hermann Walther, Berlin 1899.
- Ders.: Zur Lösung der Samoa-Frage. Hermann Walther, Berlin 1899.